# Black Is the Colour (of My True Love's Hair)

Black Is the Colour (of My True Love's Hair) est une chanson traditionnelle. Les premières traces de cette chanson remontent à 1915, dans la région des Appalaches, mais on lui attribue généralement des origines écossaises en raison des allusions faites au fleuve Clyde dans les paroles.
De multiples versions existent; certaines s'adressent à des femmes, d'autres à des hommes, entre autres différences:
- …like some rosy fair… ou …like a rose so fair…
- …the prettiest face and the neatest hands… ou …the sweetest face and the gentlest hands…
- …still I hope the time will come… ou …some times I whish the day will come…
- …you and I shall be as one… ou …s/he and I can be as one…

On ignore quelle version devrait être considérée comme l'« originale ». On pense généralement que la chanson s'adressait à l'origine à une femme, mais c'est la version de Nina Simone, adressée à un homme, qui a été la plus popularisée, au milieu du XXe siècle.
Par la suite, cette chanson est devenue un classique des répertoires des artistes jouant de la musique celtique.

## Versions enregistrées
De nombreux artistes ont enregistré leur interprétation de la chanson:
| Artiste                          | Album                                      | Genre                  | Année |  |
| -------------------------------- | ------------------------------------------ | ---------------------- | ----- |  |
| Burl Ives                        | The Wayfaring Stranger                     | Folk traditionnel      | 1944  |  |
| Nina Simone                      | Nina Simone at Town Hall                   | Jazz                   | 1959  |  |
| Joan Baez                        | Joan Baez in Concert                       | Folk                   | 1962  |  |
| Johnny Griffin                   | The Kerry Dancers                          | Jazz                   | 1962  |  |
| Luciano Berio                    | Folk Songs                                 | Musique contemporaine  | 1964  |  |
| Patty Waters                     | Patty Waters Sings                         |                        | 1965  |  |
| Grace Griffith                   |                                            |                        |       |  |
| The Throb                        |                                            |                        | 1966  |  |
| The Human Beinz                  |                                            |                        | 1967  |  |
| Hamish Imlach                    |                                            |                        |       |  |
| Angelo Kelly                     |                                            |                        |       |  |
| Esther Ofarim                    | 11h20 (movie)                              |                        | 1970  |  |
| The Liberty Voices               |                                            |                        |       |  |
| Christy Moore                    |                                            |                        |       |  |
| Julie Murphy                     |                                            |                        |       |  |
| Phineas Newborn, Jr.             |                                            |                        |       |  |
| John Jacob Niles                 |                                            |                        |       |  |
| Aris Christofellis               |                                            | Classique              |       |  |
| Pete Seeger                      |                                            |                        |       |  |
| Silverwheel                      |                                            |                        |       |  |
| Jo Stafford                      |                                            |                        |       |  |
| Stringmansassy                   |                                            |                        |       |  |
| Alfred Deller                    | Western Wind                               |                        | 1959  |  |
| Sinéad O'Connor                  | Live versions in the 90's                  |                        | 1990  |  |
| Luka Bloom                       | Turf                                       |                        | 1994  |  |
| Melt-Banana                      | Bonafide Gas (compilation)                 | Punk rock              | 1995  |  |
| Paul Weller                      | Acoustic version                           |                        | 1996  |  |
| The Eccentric Opera              | Hymne                                      |                        | 1997  |  |
| Kendra Shank                     | Wish                                       | Jazz vocal             | 1998  |  |
| Gaelic Storm                     | Tree                                       | Folk rock              | 2001  |  |
| Cara Dillon                      | Cara Dillon                                | Pop                    | 2001  |  |
| Andreas Scholl                   | Wayfaring Stranger (en)                    | Folk traditionnel      | 2001  |  |
| Clann Lir                        | Clann Lir                                  | Chanson traditionnelle | 2002  |  |
| The Twilight Singers             | Black Is The Color Of My True Love's Hair  | Rock psychédélique     | 2003  |  |
| Nurse With Wound                 | She and Me Fall Together in Free Death     | Musique expérimentale  | 2003  |  |
| Cara Dillon and Ulster Orchestra |                                            | Rock symphonique       | 2003  |  |
| Yoko Ueno                        | Simply Sing Song                           |                        | 2003  |  |
| Jaffa                            | Verve // Remixed                           | Lounge                 | 2003  |  |
| Espers                           | The Weed Tree                              |                        | 2005  |  |
| The Corrs                        | Home                                       | Celtique               | 2005  |  |
| 2Devine featurung Cara Dillon    | 2005                                       | House                  |       |  |
| Tellen Gwad                      | N/A                                        | Neo-folk               | 2006  |  |
| KOKIA                            | Fairy Dance ~KOKIA Meets Ireland~          | JPop                   | 2008  |  |
| Natacha Atlas                    | Ana Hina                                   | World                  | 2008  |  |
| KOKIA                            | REAL WORLD                                 | Folk                   | 2010  |  |
| Lisa Lambe                       | Celtic Woman : Believe                     | Celtic                 | 2011  |  |
| Peter Hollens et Avi Kaplan      |                                            | A cappella             | 2014  |  |
| Gregory Porter                   | Around Nina                                | Lounge                 | 2015  |  |
| Ms Lauryn Hill                   | Nina Revisited... A tribute to Nina Simone | Rock expérimental      | 2015  |  |
| Camélia Jordana                  | Live                                       | Symphonique            | 2015  |  |
| Youn Sun Nah                     | She Moves On                               |                        | 2017  |  |